# Lachemilla aphanoides
Lachemilla aphanoides là loài thực vật có hoa trong họ Hoa hồng. Loài này được (Mutis ex L. f.) Rothm. mô tả khoa học đầu tiên năm 1937.